# 애설플래드
애설플래드(고대 영어: Æðelflǣd 애셀플래드)는 머시아의 여자 영주로, 911부터 918년까지 머시아를 통치하였다. 그녀는 앨프레드 대왕의 장녀이며 에드워드의 누나이다.
애설플래드는 잉글랜드의 바이킹 침략이 절정에 달하던 870년경에 웨식스 왕국의 앨프레드 대왕과 에알스위스 사이에서 태어났다. 878년까지 영국의 대부분은 덴마크 바이킹 통치하에 있었다. 이스트앵글리아와 노섬브리아는 정복되었고 머시아는 잉글랜드와 바이킹 사이에서 분할되었다. 그러나 878년 애설플레드의 아버지인 앨프레드가 에딩턴 전투에서 바이킹에게 결정적인 승리를 거두었으며, 얼마 지나지 않아 머시아의 서부 절반은 앨프레드의 지배를 인정한 머시아인의 군주 애설레드의 통치를 받게 되었다. 앨프레드는 바이킹 지역에 거주하지 않는 모든 영국인을 통치한다고 주장하면서 앵글로색슨인의 왕이라는 칭호를 내걸었다. 880년대 중반 앨프레드는 애설플래드와 애설레드의 혼인을 성사시킴으로써 이교도 대군세에서 살아남은 앵글로색슨 왕국들 간의 전략적 동맹을 맺었다.
애설레드는 애설플래드의 형제이자 미래에 웨식스 국왕으로 즉위할 에드워드 장형왕과 함께 890년대에 새로이 바이킹 공격에 맞서 싸우는데 중요한 역할을 했다. 애설레드와 애설플래드는 우스터를 강화했고, 머시아 교회에 아낌없는 기부를 하고 글로스터에 새로운 성당을 세웠다. 애설레드의 건강은 아마도 10년 후에 나빠졌으며, 그 후 애설플래드는 주로 머시아 정부를 책임졌을 것이다. 애설플래드의 동생인 에드워드는 899년에 아버지인 앨프레드 대왕이 죽자 앵글로색슨인의 왕이 되었고, 909년에 웨식스와 머시아 군대를 보내 북부 데인로를 습격했다. 그들은 노섬브리아 왕실 성자 오스왈드의 유골과 함께 돌아왔다. 애설레드는 911년 죽었고 애설플래드는 머시아인의 여주로서 머시아를 통치했다. 머시아에서의 여성 통치자의 즉위는 역사가 이안 워커에 의해 "초기 중세 역사상 가장 독특한 사건 중 하나"로 묘사된다.
애설플래드의 아버지 앨프레드 대왕은 강화된 부르흐의 네트워크를 구축했고 910년대 에드워드와 애설플래드는 부르흐를 확장하는 계획에 착수했다. 그녀가 방어 시설을 구축한 마을로는 웬즈베리, 브릿지노스, 톰둔, 스태포드, 워리크, 처베리 및 룬콘 등이 있다. 917년에 그녀는 데인로의 5개 자치구 중 첫번째였던 더비를 점령하기 위해 군대를 보냈다. 팀 클락손은 이 전투에서의 승리를 "그녀의 가장 큰 승리"로 묘사했다. 918년 레데세스트레는 전투없이 애설플레드에게 항복했다. 얼마 지나지 않아 요르비크의 바이킹 지도자들은 그녀에게 충성을 바쳤지만 그녀는 918년 6월 12일에 사망했다. 애설플래드의 딸 앨프윈이 후계자가 되었지만 몇 달 뒤 12월 에드워드는 앨프윈을 웨식스로 데려오고 머시아를 직접 통치하였다.
역사가들은 애설레드와 애설플래드의 머시아가 독립 왕국이라는 것은 동의하지 않지만 애설플래드가 데인로의 정복에 중요한 역할을 한 위대한 통치자라는 데에는 동의한다. 애설플래드는 그녀를 "에드워드의 파티에 대한 강력한 우방, 그의 신민들의 기쁨, 그의 적들의 공포, 확장된 영혼의 여인"이라고 묘사한 맬즈버리의 윌리엄과 같은 앵글로-노르만 연대기 저자들로부터 칭찬을 받았다. 폴린 스태포드에 따르면, ". . . 엘리자베스 1세처럼, 그녀는 후대에 경탄할 만한 인물이 되었다." 닉 히그햄의 관점에서 중세와 현대 작가들은 그녀에게 너무 매료되어 에드워드의 명성이 불공정하게 비교당하며 고통받았다고 말한다.